# Буддхавамса
Буддхавамса (IAST: Buddhavaṃsa, «Хроника Будды») — буддийский текст, входит в буддийский канон на языке пали, 14-я книга «Кхуддака-никаи», последней части «Сутта-питаки».

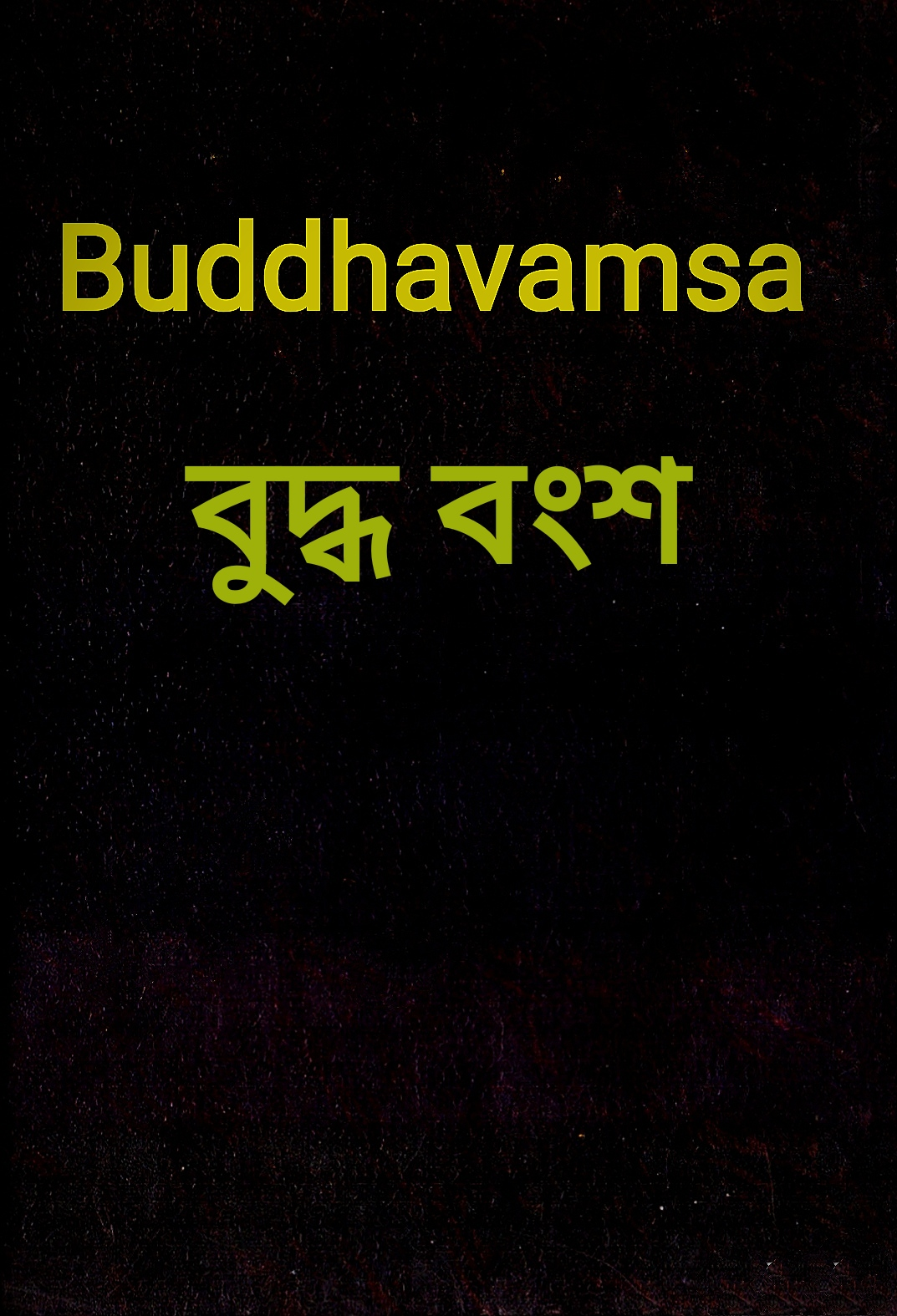
Buddhavamsa

Представляет собой довольно небольшой стихотворный текст, написанный размером шлока, в двадцати восьми главах повествующий о различных сторонах жизни Будды Гаутамы и 24-х предшествующих будд.
Первая глава описывает ратана-чанкаму, «Путь из драгоценных камней», созданный на небе Гаутамой. Последнего затем посещают Шарипутра и 500 арахантов с целью спросить о том, как он стал буддой. В своём ответе Гаутама рассказал о жизнях 24-х предшествующих будд, а также и об аскете Сумедхе, первом в цепочке своих рождений, принявшем во второй главе обет стать буддой. 
Двадцать четыре главы Буддхавамсы, повествующие о предшественниках Гаутамы, показывают и жизнь его самого, перерождавшегося во времена каждого из этих будд и являвшего разные акты добродетели по отношению к ним. 
После 26-й главы, в которой Гаутама рассказывает коротко о себе, идёт 27-я, где упоминаются ещё три будды до Дипанкары. 
Далее Гаутама ссылается на себя и на следующего Будду по имени Меттейя. 
Последняя, 28-я глава текста рассказывает о распределении реликвий Будды после его махапаринирваны (ухода).
Данный текст считают поздним дополнением к канону, так как он содержит гораздо более развитые доктрины будд и бодхисаттв по сравнению с остальными частями палийского канона.